# Kirby & the Amazing Mirror
Kirby & the Amazing Mirror, conhecido no Japão como Hoshi no Kirby: Kagami no Daimeikyū (星のカービィ 鏡の大迷宮, Hoshi no Kābī Kagami no Daimeikyū, lit. "Kirby of the Stars: The Great Mirror Labyrinth"), é um jogo do Kirby lançado em 2004 para o Game Boy Advance. O título fez parte do pacote de vinte jogos disponibilizados gratuitamente aos "embaixadores" do Nintendo 3DS, que haviam comprado o console antes do corte de preço, e pôde ser baixado, exclusivamente por eles, a partir de 16 de dezembro de 2011.

## História
Existe um Mundo dos Espelhos que se localiza nos céus de Dream Land. É um mundo onde qualquer desejo refletido no espelho se tornará verdade. Entretanto, ele passa a copiar apenas desejos malévolos e se torna um mundo do mal. Meta Knight percebe isso e voa para esse mundo.
Um dia, Kirby caminhava até que o Meta Knight sombrio aparece. Antes que Kirby pudesse reagir, Meta Knight sombrio corta Kirby em 4 pedaços, virando 4 Kirbys de cores diferentes: rosa, o Kirby normal e outros três que são ajudantes, um vermelho, um verde e outro amarelo. Eles seguem o Meta Knight sombrio até o Mundo dos Espelhos.
Os dois Meta Knights batalham entre si e o real é derrotado. Ele é preso em um espelho, que logo é quebrado em oito partes. Agora os Kirbies devem reunir esses fragmentos para salvar Meta Knight e o Mundo dos Espelhos, derrotando o Meta Knight sombrio.

## Gameplay
Diferente dos outros jogos, Kirby & the Amazing Mirror é um tipo de labirinto, um jogo no estilo Metroidvania. O mapa do jogo se divide em várias direções e (considerando que você possua todos os poderes), você pode ir livremente para qualquer lugar em qualquer ordem, a não ser na parte final. O jogo também possui um modo Multijogador, onde os outros jogadores controlam os outros Kirbies e também podem explorar o mundo do jogo de forma independente, mas você pode chamar os outros jogadores  a qualquer momento com um celular. Caso você esteja jogando sozinho, os outros Kirbies serão controlados por uma CPU.

## Habilidades de Cópia
O jogo apresenta várias habilidades de cópia. Além das clássicas habilidades retornando, Existem alguns novos poderes neste jogo, tal como Cupid, que permite que Kirby possa voar com asas de anjo e usar um arco que lança flechas de coração e Míssil, que transforma Kirby em um míssil que pode ser guiado em qualquer direção e explodirá com qualquer contato (ou até o botão B ser pressionado). Infelizmente, houve o desaparecimento de algumas habilidades, tais como Ouriço e Supersalto, que estavam presentes em Kirby: Nightmare in Dream Land.